# Комяк (Удмуртия)
Комяк  — деревня в Можгинском районе Удмуртской Республики России.
Истинное удмуртское название деревни — Комак, происходит от удмуртского слова комак- крыса. По рассказам старожилов в реке водилось очень много выдр(на удмуртском выдра это ву комак- водяная крыса) и потому возможно появилось такое название.

## География
Деревня находится в юго-западной части республики, в зоне хвойно-широколиственных лесов, в пределах Можгинской низменности,  на реке Ныша, в 20 км к юго-западу от районного центра Можги и в 95 км к юго-западу от республиканского центра Ижевска.

### Климат
Климат характеризуется как умеренно континентальный, с продолжительной холодной многоснежной зимой и относительно коротким тёплым летом. Среднегодовая температура воздуха — 2,4 °С. Средняя температура воздуха самого тёплого месяца (июля) — 18 °C (абсолютный максимум — 36,6 °C); самого холодного (января) — −15 °C (абсолютный минимум — −46,8 °C). Среднегодовое количество атмосферных осадков составляет 340—600 мм, из которых большая часть выпадает в тёплый период. Снежный покров держится в течение 155 дней.

## История
Первое письменное упоминание о деревне относится к Ландратской переписи 1716 г.:
В деревне по речке Ожмес по переписным книгам 710-го и 711-го годов написано 7 дворов, ясашного тягла 3 ясака без пол-полтрети. И оная деревня после вышеописанной переписи запустела…
В ревизских сказках и переписных книгах Вятского края 1744—1747 г.г. населенный пункт значился как деревня по речке Ожмес. В списке населённых мест Вятской губернии 1859—1873 гг. значится как деревня По речке Омес (Комак). В это время в деревне проживало 384 человека при 53 крестьянских хозяйствах. Так же имелось 2 мельницы.  По подворная описи 1884-1893 гг. в деревне проживало 572 человека- 275 мужского пола и 299 женского, 104 двора. 79 дворов- удмурты, 25- русские.
1924 году количество населения увеличивается до 750 человек (Список населённых мест Вотской автономной области 1924 г.)

## Население
| 2008 | 2010 | 2012 |
| ---- | ---- | ---- |
| 323  | ↘254 | ↘252 |

## Инфраструктура
Личное подсобное хозяйство с зоной сельскохозяйственного использования, индивидуальная застройка усадебного типа.